# Aphis aquilonalis
Aphis aquilonalis (лат.) — вид тлей рода Aphis из подсемейства Aphidinae. Эндемики России, Чукотка (40 км южнее посёлка Беринговский). Название aquilonalis происходит от  латинского слова, означающего «северный».

## Описание
Мелкие насекомые, длина тела около 2 мм. Усики 6-члениковые. Биология: монододомные, голоциклические. Колонии (одна из них очень крупная) этого вида, состоящие из старых основательниц, бескрылых живородящих самок, самцов, яйцекладущих самок, бескрылых и крылатых нимф, были обнаружены 28 июля 2012 года на нижней стороне листьев и на верхушках побегов между цветками и плодами, на нескольких растениях Щавель водный (Rumex arcticus). Некоторые листья, заселенные тлей, были слегка скручены.
Вид был впервые описан в 2015 году российскими энтомологами Андреем Стекольщиковым (Зоологический институт РАН, Санкт-Петербург) и Ольгой Хрулёвой (Институт проблем экологии и эволюции имени А. Н. Северцова РАН, Москва) по типовым материалам с Чукотки. Известен только из типового местонахождения — Чукотский АО, Анадырский район, 40 км ЮЮЗ пос. Беринговский. Систематические отношения неясны. Как и у Aphis beringiensis, этот вид можно отличить от других известных видов рода Aphis по отсутствию краевых бугорков на обоих сегментах брюшка I и VII. Этот вид имеет признаки, типичные для рода Aphis: низкие лобные бугорки, простые волоски на всем теле и придатках, дорсальная поверхность тела с сетчатостью, относительно короткие усики с относительно коротким конечным отростком, удлинённый клиновидный последний членик рострума, простые ноги с хетотаксией первых сегментов лапок 3-3-2, цилиндрическими трубочками и удлинённым треугольным или треугольным пальцевидным хвостом-кауда. Однако новый вид очень легко отличить от любых других известных видов Aphis, за исключением A. beringiensis почти полным отсутствием краевых бугорков на I сегменте брюшка и полным отсутствием краевых бугорков на VII сегменте.